# Pečeněhové
Pečeněhové či Patzinakové (arménsky Badzinag, rusky Pečeněgi (Печенеги), řecky Patzinakoi (Πατζινάκοι), Petsenegoi (Πετσενέγοι), Patzinakitai (Πατζινακίται), maďarsky Besenyő, latinsky Pacinacae, staroturecky Beçenek, turecky Peçenekler) byli jeden z historicky prvotních 24 kmenů Oghuzských Turků. Byli to polonomádi původem ze Střední Asie, kteří mluvili jazyky náležejícími do turkické jazykové rodiny. I přesto, že pečeněžský jazyk spadal do Oghuzské skupiny, dorozumívali se převážně kypčackými jazyky. Usadili se v oblastech u Černého moře a utvořili malé pečeněžské chanáty, které se spojili v pečeněžský kmenový svaz.

## Původ a dějiny

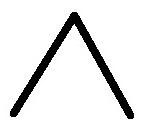
Tamga Pečeněhů

- Podle Josefa Wolfa vznikl kmenový svaz Pečeněhů v 8. až 9. století z kmenů turkického [pozn. 1], sarmatského a ugrofinského původu.[1]
- Podle Omeljana Pritsaka byli Pečeněhové potomci dávných Kanglyů čili Kangarů.[pozn. 2][2] Podle něj Pečeněhové pocházejí z Taškentu. Byli aglomerátem Tocharů, východoíránských a více typů turkických národů. Náboženství vyznávali různá – od buddhismu přes zoroastrismus, manicheismus, křesťanství, šamanský tengrismus, až po islám.
- Podle Oguz-kaganova eposu, známého taky pod názvem Oguz-name, pocházejí z 24 turkomanských kmenů Oghuzů.
- V eposu od Mahmúda Kašgarského (Mahmud al-Kāshgharī) Divân-ı Lügati't-Türk[3] napsaného v 11. století se uvádí:

| „ | …ve svazu Oghuzů je 22 divizí… | “ |

Pečeněhové jsou uvedeni na 19. místě v pořadí.
Ve staroturečtině jejich domorodý název znamená: příbuzní, švagrové. Jako každý kmen či klan patřící do skupiny Oghuzů měli a mají svůj znak – tamgu. Jejich zvířecím totemem byl moták pochop.

## Oghuzské kmeny podle Oguz-kaganova eposu
|  |  |  |  |                                        |                                        |                                        |                                        |                                        |                                        |  |  |  |  |                                       |                                       |                                       |                                       |                                       |                                       |  |  |  |  |                                         |                                         |                                         |                                         |                                         |                                         |          |  |  |  |  |  |                                          |                                          |                                          |                                          |                                          |                                          |  |  |  |  |                                          |                                          |                                          |                                          |                                          |                                          |  |  |  |  |                                     |                                     |                                     |                                     |                                     |                                     |  |  |  |  |  |  |  |  |  |  |  |  |  |  |
|  |  |  |  |                                        |                                        |                                        |                                        |                                        |                                        |  |  |  |  |                                       |                                       |                                       |                                       |                                       |                                       |  |  |  |  |                                         |                                         |                                         |                                         |                                         |                                         |          |  |  |  |  |  |                                          |                                          |                                          |                                          |                                          |                                          |  |  |  |  |                                          |                                          |                                          |                                          |                                          |                                          |  |  |  |  |                                     |                                     |                                     |                                     |                                     |                                     |  |  |  |  |  |  |  |  |  |  |  |  |  |  |
|  |  |  |  |                                        |                                        |                                        |                                        |                                        |                                        |  |  |  |  |                                       |                                       |                                       |                                       |                                       |                                       |  |  |  |  |                                         |                                         |                                         |                                         |                                         |                                         | Oghuzové |  |  |  |  |  |                                          |                                          |                                          |                                          |                                          |                                          |  |  |  |  |                                          |                                          |                                          |                                          |                                          |                                          |  |  |  |  |                                     |                                     |                                     |                                     |                                     |                                     |  |  |  |  |  |  |  |  |  |  |  |  |  |  |
|  |  |  |  |                                        |                                        |                                        |                                        |                                        |                                        |  |  |  |  |                                       |                                       |                                       |                                       |                                       |                                       |  |  |  |  |                                         |                                         |                                         |                                         |                                         |                                         |          |  |  |  |  |  |                                          |                                          |                                          |                                          |                                          |                                          |  |  |  |  |                                          |                                          |                                          |                                          |                                          |                                          |  |  |  |  |                                     |                                     |                                     |                                     |                                     |                                     |  |  |  |  |  |  |  |  |  |  |  |  |  |  |
|  |  |  |  |                                        |                                        |                                        |                                        |                                        |                                        |  |  |  |  |                                       |                                       |                                       |                                       |                                       |                                       |  |  |  |  |                                         |                                         |                                         |                                         |                                         |                                         |          |  |  |  |  |  |                                          |                                          |                                          |                                          |                                          |                                          |  |  |  |  |                                          |                                          |                                          |                                          |                                          |                                          |  |  |  |  |                                     |                                     |                                     |                                     |                                     |                                     |  |  |  |  |  |  |  |  |  |  |  |  |  |  |
|  |  |  |  |                                        |                                        |                                        |                                        |                                        |                                        |  |  |  |  |                                       |                                       |                                       |                                       |                                       |                                       |  |  |  |  |                                         |                                         |                                         |                                         |                                         |                                         |          |  |  |  |  |  |                                          |                                          |                                          |                                          |                                          |                                          |  |  |  |  |                                          |                                          |                                          |                                          |                                          |                                          |  |  |  |  |                                     |                                     |                                     |                                     |                                     |                                     |  |  |  |  |  |  |  |  |  |  |  |  |  |  |
|  |  |  |  |                                        |                                        |                                        |                                        |                                        |                                        |  |  |  |  | Bozokové (Sivé šípy)                  | Bozokové (Sivé šípy)                  | Bozokové (Sivé šípy)                  | Bozokové (Sivé šípy)                  | Bozokové (Sivé šípy)                  | Bozokové (Sivé šípy)                  |  |  |  |  |                                         |                                         |                                         |                                         |                                         |                                         |          |  |  |  |  |  |                                          |                                          |                                          |                                          |                                          |                                          |  |  |  |  | Üčokové (Tři šípy)                       | Üčokové (Tři šípy)                       | Üčokové (Tři šípy)                       | Üčokové (Tři šípy)                       | Üčokové (Tři šípy)                       | Üčokové (Tři šípy)                       |  |  |  |  |                                     |                                     |                                     |                                     |                                     |                                     |  |  |  |  |  |  |  |  |  |  |  |  |  |  |
|  |  |  |  |                                        |                                        |                                        |                                        |                                        |                                        |  |  |  |  | Bozokové (Sivé šípy)                  | Bozokové (Sivé šípy)                  | Bozokové (Sivé šípy)                  | Bozokové (Sivé šípy)                  | Bozokové (Sivé šípy)                  | Bozokové (Sivé šípy)                  |  |  |  |  |                                         |                                         |                                         |                                         |                                         |                                         |          |  |  |  |  |  |                                          |                                          |                                          |                                          |                                          |                                          |  |  |  |  | Üčokové (Tři šípy)                       | Üčokové (Tři šípy)                       | Üčokové (Tři šípy)                       | Üčokové (Tři šípy)                       | Üčokové (Tři šípy)                       | Üčokové (Tři šípy)                       |  |  |  |  |                                     |                                     |                                     |                                     |                                     |                                     |  |  |  |  |  |  |  |  |  |  |  |  |  |  |
|  |  |  |  |                                        |                                        |                                        |                                        |                                        |                                        |  |  |  |  |                                       |                                       |                                       |                                       |                                       |                                       |  |  |  |  |                                         |                                         |                                         |                                         |                                         |                                         |          |  |  |  |  |  |                                          |                                          |                                          |                                          |                                          |                                          |  |  |  |  |                                          |                                          |                                          |                                          |                                          |                                          |  |  |  |  |                                     |                                     |                                     |                                     |                                     |                                     |  |  |  |  |  |  |  |  |  |  |  |  |  |  |
|  |  |  |  |                                        |                                        |                                        |                                        |                                        |                                        |  |  |  |  |                                       |                                       |                                       |                                       |                                       |                                       |  |  |  |  |                                         |                                         |                                         |                                         |                                         |                                         |          |  |  |  |  |  |                                          |                                          |                                          |                                          |                                          |                                          |  |  |  |  |                                          |                                          |                                          |                                          |                                          |                                          |  |  |  |  |                                     |                                     |                                     |                                     |                                     |                                     |  |  |  |  |  |  |  |  |  |  |  |  |  |  |
|  |  |  |  | „Günchán“ Kajı Bajat Alkaevli Karaevli | „Günchán“ Kajı Bajat Alkaevli Karaevli | „Günchán“ Kajı Bajat Alkaevli Karaevli | „Günchán“ Kajı Bajat Alkaevli Karaevli | „Günchán“ Kajı Bajat Alkaevli Karaevli | „Günchán“ Kajı Bajat Alkaevli Karaevli |  |  |  |  | „Ajchán“ Jazgır Töker Dodurga Japrılı | „Ajchán“ Jazgır Töker Dodurga Japrılı | „Ajchán“ Jazgır Töker Dodurga Japrılı | „Ajchán“ Jazgır Töker Dodurga Japrılı | „Ajchán“ Jazgır Töker Dodurga Japrılı | „Ajchán“ Jazgır Töker Dodurga Japrılı |  |  |  |  | „Jyldyzchán“ Avšar Kızık Begdili Kargın | „Jyldyzchán“ Avšar Kızık Begdili Kargın | „Jyldyzchán“ Avšar Kızık Begdili Kargın | „Jyldyzchán“ Avšar Kızık Begdili Kargın | „Jyldyzchán“ Avšar Kızık Begdili Kargın | „Jyldyzchán“ Avšar Kızık Begdili Kargın |          |  |  |  |  |  | „Gökchán“ Bajındır Bedženeg Čavdur Čepni | „Gökchán“ Bajındır Bedženeg Čavdur Čepni | „Gökchán“ Bajındır Bedženeg Čavdur Čepni | „Gökchán“ Bajındır Bedženeg Čavdur Čepni | „Gökchán“ Bajındır Bedženeg Čavdur Čepni | „Gökchán“ Bajındır Bedženeg Čavdur Čepni |  |  |  |  | „Dagchán“ Salur Ejmür Alan-jurtlu Üregil | „Dagchán“ Salur Ejmür Alan-jurtlu Üregil | „Dagchán“ Salur Ejmür Alan-jurtlu Üregil | „Dagchán“ Salur Ejmür Alan-jurtlu Üregil | „Dagchán“ Salur Ejmür Alan-jurtlu Üregil | „Dagchán“ Salur Ejmür Alan-jurtlu Üregil |  |  |  |  | „Denizchán“ Igdir Bükdüz Jiva Kınık | „Denizchán“ Igdir Bükdüz Jiva Kınık | „Denizchán“ Igdir Bükdüz Jiva Kınık | „Denizchán“ Igdir Bükdüz Jiva Kınık | „Denizchán“ Igdir Bükdüz Jiva Kınık | „Denizchán“ Igdir Bükdüz Jiva Kınık |  |  |  |  |  |  |  |  |  |  |  |  |  |  |
|  |  |  |  | „Günchán“ Kajı Bajat Alkaevli Karaevli | „Günchán“ Kajı Bajat Alkaevli Karaevli | „Günchán“ Kajı Bajat Alkaevli Karaevli | „Günchán“ Kajı Bajat Alkaevli Karaevli | „Günchán“ Kajı Bajat Alkaevli Karaevli | „Günchán“ Kajı Bajat Alkaevli Karaevli |  |  |  |  | „Ajchán“ Jazgır Töker Dodurga Japrılı | „Ajchán“ Jazgır Töker Dodurga Japrılı | „Ajchán“ Jazgır Töker Dodurga Japrılı | „Ajchán“ Jazgır Töker Dodurga Japrılı | „Ajchán“ Jazgır Töker Dodurga Japrılı | „Ajchán“ Jazgır Töker Dodurga Japrılı |  |  |  |  | „Jyldyzchán“ Avšar Kızık Begdili Kargın | „Jyldyzchán“ Avšar Kızık Begdili Kargın | „Jyldyzchán“ Avšar Kızık Begdili Kargın | „Jyldyzchán“ Avšar Kızık Begdili Kargın | „Jyldyzchán“ Avšar Kızık Begdili Kargın | „Jyldyzchán“ Avšar Kızık Begdili Kargın |          |  |  |  |  |  | „Gökchán“ Bajındır Bedženeg Čavdur Čepni | „Gökchán“ Bajındır Bedženeg Čavdur Čepni | „Gökchán“ Bajındır Bedženeg Čavdur Čepni | „Gökchán“ Bajındır Bedženeg Čavdur Čepni | „Gökchán“ Bajındır Bedženeg Čavdur Čepni | „Gökchán“ Bajındır Bedženeg Čavdur Čepni |  |  |  |  | „Dagchán“ Salur Ejmür Alan-jurtlu Üregil | „Dagchán“ Salur Ejmür Alan-jurtlu Üregil | „Dagchán“ Salur Ejmür Alan-jurtlu Üregil | „Dagchán“ Salur Ejmür Alan-jurtlu Üregil | „Dagchán“ Salur Ejmür Alan-jurtlu Üregil | „Dagchán“ Salur Ejmür Alan-jurtlu Üregil |  |  |  |  | „Denizchán“ Igdir Bükdüz Jiva Kınık | „Denizchán“ Igdir Bükdüz Jiva Kınık | „Denizchán“ Igdir Bükdüz Jiva Kınık | „Denizchán“ Igdir Bükdüz Jiva Kınık | „Denizchán“ Igdir Bükdüz Jiva Kınık | „Denizchán“ Igdir Bükdüz Jiva Kınık |  |  |  |  |  |  |  |  |  |  |  |  |  |  |
|  |  |  |  |                                        |                                        |                                        |                                        |                                        |                                        |  |  |  |  |                                       |                                       |                                       |                                       |                                       |                                       |  |  |  |  |                                         |                                         |                                         |                                         |                                         |                                         |          |  |  |  |  |  |                                          |                                          |                                          |                                          |                                          |                                          |  |  |  |  |                                          |                                          |                                          |                                          |                                          |                                          |  |  |  |  |                                     |                                     |                                     |                                     |                                     |                                     |  |  |  |  |  |  |  |  |  |  |  |  |  |  |
|  |  |  |  |                                        |                                        |                                        |                                        |                                        |                                        |  |  |  |  |                                       |                                       |                                       |                                       |                                       |                                       |  |  |  |  |                                         |                                         |                                         |                                         |                                         |                                         |          |  |  |  |  |  |                                          |                                          |                                          |                                          |                                          |                                          |  |  |  |  |                                          |                                          |                                          |                                          |                                          |                                          |  |  |  |  |                                     |                                     |                                     |                                     |                                     |                                     |  |  |  |  |  |  |  |  |  |  |  |  |  |  |
|  |  |  |  | Totem Káně                             | Totem Káně                             | Totem Káně                             | Totem Káně                             | Totem Káně                             | Totem Káně                             |  |  |  |  | Totem Orel                            | Totem Orel                            | Totem Orel                            | Totem Orel                            | Totem Orel                            | Totem Orel                            |  |  |  |  | Totem Orel jestřábí                     | Totem Orel jestřábí                     | Totem Orel jestřábí                     | Totem Orel jestřábí                     | Totem Orel jestřábí                     | Totem Orel jestřábí                     |          |  |  |  |  |  | Totem Moták pochop                       | Totem Moták pochop                       | Totem Moták pochop                       | Totem Moták pochop                       | Totem Moták pochop                       | Totem Moták pochop                       |  |  |  |  | Totem Poštolka rudonohá                  | Totem Poštolka rudonohá                  | Totem Poštolka rudonohá                  | Totem Poštolka rudonohá                  | Totem Poštolka rudonohá                  | Totem Poštolka rudonohá                  |  |  |  |  | Totem Jestřáb lesní                 | Totem Jestřáb lesní                 | Totem Jestřáb lesní                 | Totem Jestřáb lesní                 | Totem Jestřáb lesní                 | Totem Jestřáb lesní                 |  |  |  |  |  |  |  |  |  |  |  |  |  |  |
|  |  |  |  | Totem Káně                             | Totem Káně                             | Totem Káně                             | Totem Káně                             | Totem Káně                             | Totem Káně                             |  |  |  |  | Totem Orel                            | Totem Orel                            | Totem Orel                            | Totem Orel                            | Totem Orel                            | Totem Orel                            |  |  |  |  | Totem Orel jestřábí                     | Totem Orel jestřábí                     | Totem Orel jestřábí                     | Totem Orel jestřábí                     | Totem Orel jestřábí                     | Totem Orel jestřábí                     |          |  |  |  |  |  | Totem Moták pochop                       | Totem Moták pochop                       | Totem Moták pochop                       | Totem Moták pochop                       | Totem Moták pochop                       | Totem Moták pochop                       |  |  |  |  | Totem Poštolka rudonohá                  | Totem Poštolka rudonohá                  | Totem Poštolka rudonohá                  | Totem Poštolka rudonohá                  | Totem Poštolka rudonohá                  | Totem Poštolka rudonohá                  |  |  |  |  | Totem Jestřáb lesní                 | Totem Jestřáb lesní                 | Totem Jestřáb lesní                 | Totem Jestřáb lesní                 | Totem Jestřáb lesní                 | Totem Jestřáb lesní                 |  |  |  |  |  |  |  |  |  |  |  |  |  |  |
|  |  |  |  |                                        |                                        |                                        |                                        |                                        |                                        |  |  |  |  |                                       |                                       |                                       |                                       |                                       |                                       |  |  |  |  |                                         |                                         |                                         |                                         |                                         |                                         |          |  |  |  |  |  |                                          |                                          |                                          |                                          |                                          |                                          |  |  |  |  |                                          |                                          |                                          |                                          |                                          |                                          |  |  |  |  |                                     |                                     |                                     |                                     |                                     |                                     |  |  |  |  |  |  |  |  |  |  |  |  |  |  |
|  |  |  |  |                                        |                                        |                                        |                                        |                                        |                                        |  |  |  |  |                                       |                                       |                                       |                                       |                                       |                                       |  |  |  |  |                                         |                                         |                                         |                                         |                                         |                                         |          |  |  |  |  |  |                                          |                                          |                                          |                                          |                                          |                                          |  |  |  |  |                                          |                                          |                                          |                                          |                                          |                                          |  |  |  |  |                                     |                                     |                                     |                                     |                                     |                                     |  |  |  |  |  |  |  |  |  |  |  |  |  |  |

## Stručná historie
Pečeněhové byli etnikum, se kterým mělo co do činění i Uhersko – část Pečeněhů se usídlila v Maďarsku a na Slovensku. Jeho příslušníci žili i na území Balkánu. Do 14. století splynuli s okolním obyvatelstvem na různých místech v Evropě (Kumáni (západní Kypčaci), Maďaři, Rusové, jižní Slované). Jejich zásah do zdejšího dění byl tak velký, že ovlivnili osudy obyvatelů tohoto regionu na dlouhý čas. Jak to tvrdí i skotský historik Macartney, lze říci, že:

| „           | Kdyby nebylo Pečeněhů, Maďaři by nedobyli Panónii a Slované by se nikdy nerozdělili na západní a jižní. Kdyby jich nebylo, Kyjevské knížectví by nezesílilo tak, aby mohlo v 10. století vyplenit Byzanci a zničit hlavní centrum Evropské civilizace. Bez nich by Alexius Komnenos neporazil seldžucké Turky a křižácké výpravy by se odložily, nebo by se vůbec neuskutečnily. | “ |
| — Macartney | |   |

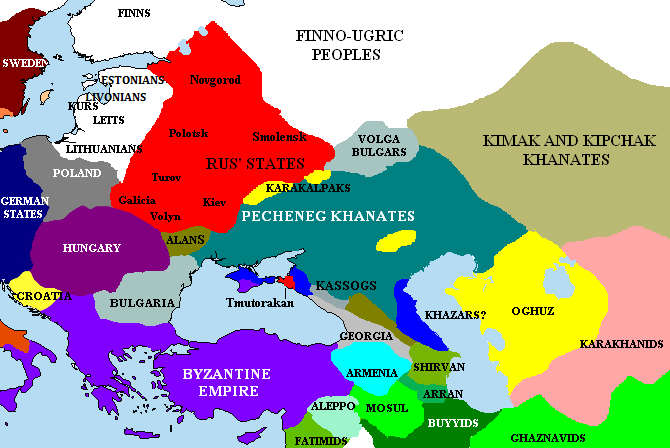
Východní Evropa kolem roku 1015

Pečeněhové původně pocházeli ze Střední Asie z oblasti jihozápadní Sibiře. V syrských kronikách je nalezneme pod názvem „Kangar“ uváděných už v 6. století. O mnoho početnější zmínky o nich však pocházejí z 9. století, kdy je nacházíme kočovat v stepích mezi řekou Volha a Aralským jezerem. Ačkoli byli velmi schopní bojovníci, osudným se jim stal moment, kdy se proti nim spojili takoví mocní soupeři jako Chazaři a Uzové, někdy nazývaní i Oguzové, a společnými silami je vytlačili na západ. Jenom nepatrné zlomky tohoto etnika, s nimiž se ještě v roce 922 setkal Ibn Fadlán, zůstaly ve svých starých sídlech při řece Ural, než byli asimilováni Uzy. Pečeněhové postupně obsadili dolní tok Volhy, Donu a Dněpru, později však žili na území mezi Volhou a Dunajem jako kočovní chovatelé dobytka. Zde se dostali do sporu s Kyjevskou Rusí, od níž utrpěli několik porážek (poslední větší s Jaroslavem Moudrým v roce 1037). Jejich armáda v 10. století pronikla do Byzance a na území Bulharska. Bojovali také s Maďary, načež je v Etelközu u pontských stepí porazili a poté hnali přes Karpaty do Karpatské kotliny a Panonie, kde později vznikl Uherský stát.
V roce 950 Konstantin VII. napsal:
| „ | Patzinakia, území Pečeněhů, se protáhla na západ až k řece Siret (nebo dokonce k Východním Karpatům), a byla vzdálená na čtyři dny cesty od „Tourkia's“ [Maďarsko]. Celá Patzinakia je rozdělená do osmi provincií se stejným počtem velkých knížat. Provincie jsou tyto: název první provincie je Irtim, druhé Cour, třetí Gyla, čtvrté Koulpei, páté Charaboi, šesté Talmat, sedmé Chopon, osmé Copon. V okamžiku, kdy byli Pečeněhové vyhnáni ze své země, jejich princové byli: v provincii Irtim - Baicas, v provincii Cour - Konel, v provincii Gyla - Kourkoutai, v provincii Koulpei - Ipaos, v provincii Charaboi - Kaidoum, v provincii Talmat - Kostas, v provincii Chopon - Giazis, v provincii Copon - Batas | “ |

Sám kníže Svjatoslav I. (Barys) neměl kvůli častým výbojům čas se správě státu příliš věnovat, protože značnou část vlády prožil rozsáhlými taženími proti svým sousedům. Namísto něj zemi spravovala Olga spolu s jeho syny Jaropolkem, Olegem a Vladimírem. V roce 968 Pečeněhové napadli a pak obléhali město Kyjev. V létech 970–971 se část z nich připojila ke kyjevskému knížeti Svjatoslavovi v jeho byzantském tažení, ale nakonec v březnu 972, při přechodu přes Dněpr, na něj z popudu Byzantinců zaútočili a většinu vojska spolu s kyjevským knížetem pobili. Pečeněžský chán Kurja si udělal z jeho lebky kalich podle tradičního stepního nomádského zvyku.
| „                       | I napadl naň Kurja, kníže pečeněžský, a zabili Svjatoslava. I vzali hlavu jeho a okovavše leb jeho, udělali číši a pili z ní. | “ |
| — Povest vremennych let | |   |

Po jeho smrti se nedlouho existující Svjatoslavova říše rozpadla během bojů mezi jeho nástupci, nejdříve mezi Jaropolkem a Olegem, během nichž byl druhý z bratrů zabit. Roku 977 utekl další z následníků, Vladimír, do Skandinávie, odkud se vrátil s armádou Varjagů s cílem získat kyjevský trůn pro sebe, což se mu také po zabití Jaropolka podařilo. Pád chazarské říše umožnil v dalších letech růst moci Pečeněhů, kteří měli do budoucna působit Kyjevské Rusi nemalé obtíže.
V arménských kronikách Matouše z Edessy jsou Pečeněhové zmíněni několikrát. Zmínka v kapitole 103 je o bitvě u Malazgirtu (1071). V této kapitole je řečeno, že spojenci „Říma“, kmeny Padzunaků a Uzů (větví Oghuzských Turků), změnili své strany na vrcholu bitvy a začali bojovat proti byzantským silám bok po boku se Seldžuckými Turky. Pod tlakem silnějších Kumánů byli Pečeněhové vytlačováni ze severního Černomoří. V roce 1091 podnikli invazi na Balkán, kde jim v bitvě u Levunia (při ústí řeky Marica) uštědřil drtivou porážku byzantský císař Alexios I. Komnenos spojený s Kumány. Po překvapivém útoku Byzantinců a Kumánů na jejich tábor, ve kterém se nacházely i ženy a děti Pečeněhů, byli Pečeněhové téměř vyhlazeni. Další porážku od Byzanticů utrpěli roku 1122 v bitvě u Beroe a jejich svaz jako nezávislá politická síla zanikl. Podle Byzantského kronikáře Kinnamose ve 12. století Pečeněhové bojovali jako žoldáci pro císaře Manuela I. v jižní Itálii proti normanskému králi Sicílie Vilému I. Ve 13. století už se jejich svaz rozpadal.  V 15. století v Uhersku někteří obyvatelé přijali příjmení Besenyö, což maďarsky znamená Pečeněg; nejvíce jich bylo v dnešní župě Tolna. Nakonec odešli na Balkánský poloostrov, kde byli postupně asimilováni.

## Toponyma
Pečeněhové někdy bývají považováni za předky dnešních Sekelů či Gagauzů.